# Lucas Martínez Lara
Lucas Martínez Lara (* 13. März 1943 in Villa de la Paz, Bundesstaat San Luis Potosí, Mexiko; † 9. April 2016) war ein mexikanischer Geistlicher und römisch-katholischer Bischof von Matehuala.

## Leben
Lucas Martínez Lara empfing am 27. Oktober 1968 das Sakrament der Priesterweihe für das Bistum San Luis Potosí. Von 1969 bis 1972 war er Vikar der Gemeinde Real de Catorce, von 1972 bis 1979 übte Martínez dieselbe Funktion in der Gemeinde Cristo Rey aus. Bis zu seiner Bischofsernennung war er Pfarrer in Santa Catalina de Rioverde.
Am 5. Oktober 2006 ernannte ihn Papst Benedikt XVI. zum Bischof von Matehuala. Der Erzbischof von San Luis Potosí, Luis Morales Reyes, spendete ihm am 14. Dezember desselben Jahres die Bischofsweihe; Mitkonsekratoren waren der Apostolische Nuntius in Mexiko, Erzbischof Giuseppe Bertello, und der emeritierte Erzbischof von San Luis Potosí, Arturo Antonio Szymanski Ramírez. Er erlag im April 2016 einem Diabetesleiden.